# زاميا فاسكيزية
زاميا فاسكيزية (الاسم العلمي:Zamia vazquezii) هي نوع غير مؤكد من النباتات تتبع جنس الزاميا من الفصيلة الزامية.